# Torrent (pel·lícula)
Torrent és una pel·lícula muda dramàtica-romàntica dirigida per Monta Bell. Basada en la novel·la de Vicent Blasco Ibáñez Entre naranjos, va estrenar-se el 21 de febrer de 1926. Es tracta de la primera pel·lícula estatunidenca on va aparéixer l'actriu sueca Greta Garbo. També hi apareixien Ricardo Cortez com a Rafael Brull, i Martha Mattox com la seva mare.

## Rebuda
Després de l'estrena, la revista Variety va lloar l'actuació de Greta Garbo. La pel·lícula va recaptar $668.000 arreu del món, obtenint uns beneficis de $126.000 per a la productora. L'aposta de Louis B. Mayer per Garbo com a actriu protagonista va reeixir, i la pel·lícula va ser un èxit.

## Repartiment
- Ricardo Cortez com Don Rafael Brull
- Greta Garbo com Leonora Moreno, La Brunna
- Gertrude Olmstead com Remedios Matías
- Edward Connelly com Pedro Moreno
- Lucien Littlefield com Cupido, el Barber
- Martha Mattox com Doña Bernarda Brull
- Lucy Beaumont com Doña Pepa Moreno
- Tully Marshall com Don Andrés, Advocat
- Mack Swain com Don Matías
- Arthur Edmund Carewe com Salvatti (apareix com Arthur Edmund Carew)
- Lillian Leighton com Isabella, la criada de la Brunna
- Mario Carillo com el Rei d'Espanya (no apareix als crèdits)
- André Cheron com Home al públic (no apareix als crèdits)
- Dorothy Sebastian com Dona al públic (no apareix als crèdits)